# Кенафный Завод
Кенафный завод — село в Кизлярском районе Дагестана. Входит в состав сельского поселения «Сельсовет «Яснополянский»».

## Географическое положение
Населённый пункт расположен у канала Кизляр-Каспий, в 0,5 км к северу от центра сельского поселения — Ясная Поляна и в 15 км к северо-востоку от города Кизляр.

## Население
| 1970 | 1989 | 2002 | 2010 | 2021 |
| ---- | ---- | ---- | ---- | ---- |
| 49   | ↗52  | ↘40  | ↗62  | ↗134 |

Национальный состав
По данным Всероссийской переписи населения 2010 года:
| № | Национальность | Численность, чел. | Доля   |
| - | -------------- | ----------------- | ------ |
| 1 | аварцы         | 50                | 80,7 % |
| 2 | другие         | 12                | 19,3 % |

По данным Всероссийской переписи населения 2010 года, в селе проживало 62 человека (29 мужчин и 33 женщины).